# Eric Kahl
Eric Andre Kahl (født 27. september 2001) er en svensk fodboldspiller, der spiller venstre back for AGF og for Sverige U/21.
Kahl spillede for AIK Fotboll fra han var fire år gammel, og han gik hele vejen gennem klubbens ungdomshold frem til A-holdet. I oktober 2019 skrev han sin første professionelle kontrakt med klubben og kom snart til at blive en vigtig spiller for holdet. I juli 2021 fik han en femårig kontrakt med den danske superligaklub AGF.
Han debuterede på det svenske U/21-landshold i august 2020.

## Klubkarriere

### AIK
Efter at have spillet i AIK siden han var fire år underskrev Kahl 17. oktober 2019 sin første professionelle kontrakt med klubben. Den bandt ham til AIK frem til 31. december 2022.
Han debuterede i Allsvenskan i en 2-2-kamp mod Malmö FF 28. juni 2020. Han fik stor ros efter debutkampen, blandt andet af holdets træner.
Der var rygter om, at Kahl var i søgelyset hos flere klubber, blandt andet New York Red Bulls og Club Brugge, men AIK afslog disse.
En hård takling i en Allsvenskan-kamp i marts 2021 betød, at Kahl måtte stå flere kampe over. Han fik comeback i en træningskamp i slutningen af maj 2021, og 4. juli samme år spillede han igen i Allsvenskan for sit hold.

### AGF
AGF havde i sommeren 2021 solgt Casper Højer Nielsen og manglede derfor en god venstre back. Dette førte til, at klubben i slutningen af juli 2021 købte Kahl fra AIK for et beløb på mere end 15 millioner svenske kroner. Kahl fik en femårig kontrakt med AGF.

## Landsholdskarriere
Eric Kahl var med til træning med det svenske U/18-landshold, men fik ikke kampe her. Han blev i august 2020 udtaget til Sverige U/21 og debuterede i en EM-kvalifikationskamp mod Island U/21 4. september 2020. På grund af sin skade i foråret 2021 kom han ikke med til slutrunden i EM, men har per 26. juli 2021 spillet seks U/21-landskampe.